# Bupleurum

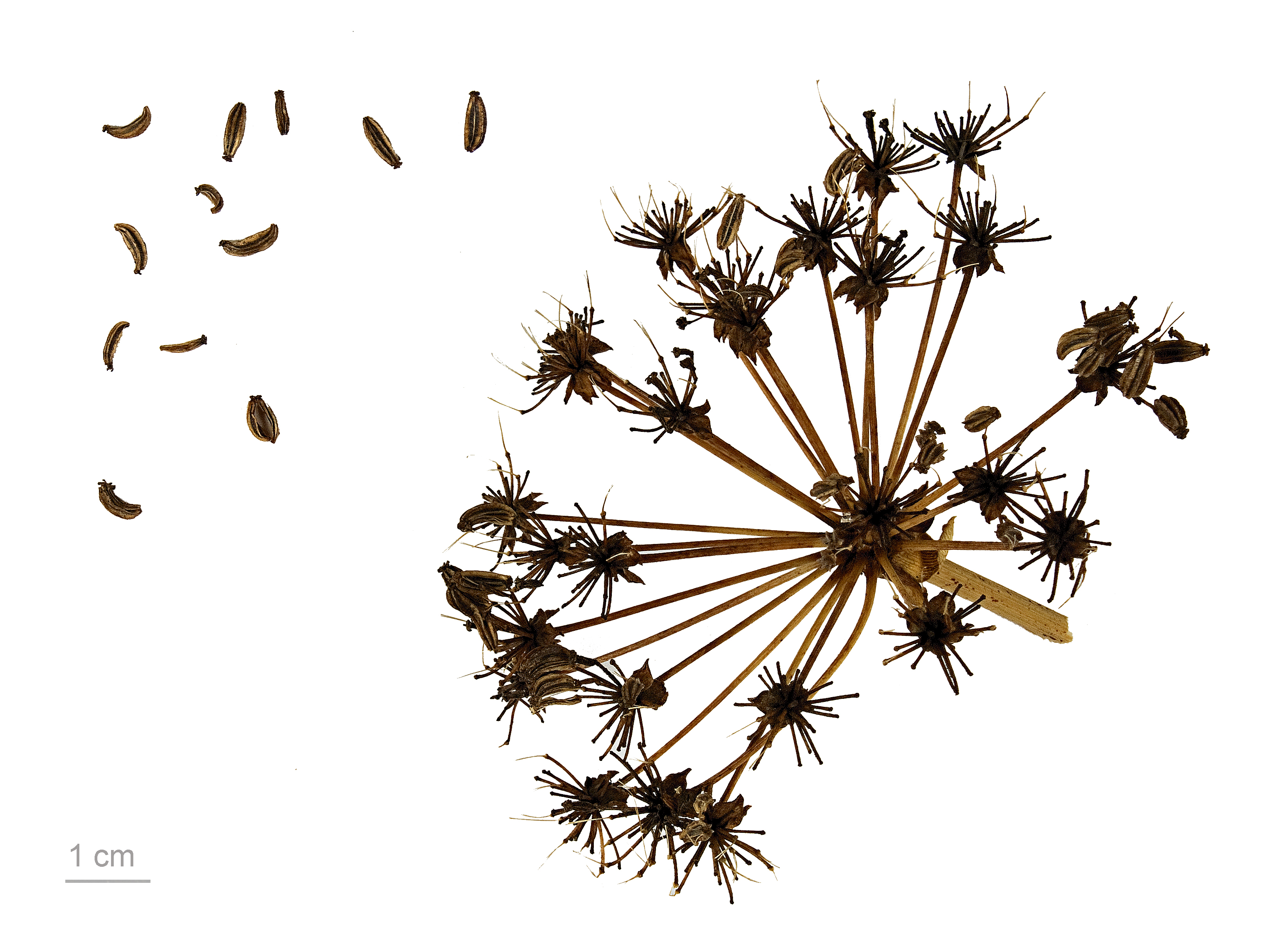
Bupleurum gibraltaricum

Bupleurum es un gran género de plantas que contiene de 185 a 195 especies pertenecientes a la familia Apiaceae y el único género de la tribu Bupleureae. Comprende 460 especies descritas y de estas, solo 208 aceptadas. Se encuentra en  las regiones templadas de Eurasia.

## Descripción
Son plantas anuales o perennes, erectas o decumbentes a procumbentes. Hojas simples enteras, pecioladas o sésiles;  generalmente revestimiento, acicular lámina amplexicaules o perfoliado, lineales, ovales lanceoladas, ovadas, obovadas o compuestas. Las inflorescencias en umbelas casi todo el año. Rayos 1 a numerosos. Brácteas involucrales presentes o ausentes.  Flores de color amarillo, amarillo-verdosos o púrpura, oscuro a casi negro. Cáliz dientes obsoletas. Stylopodium de color marrón claro a negro, deprimido para cónico. Frutos elípticos a oblongos u ovalados; crestas generalmente prominentes, con alas o sin alas.

## Taxonomía
El género fue descrito por Carolus Linnaeus y publicado en Species Plantarum 1: 236–239. 1753.
Etimología
Bupleurum: nombre genérico que deriva de dos palabras griegas bous y pleurón, que significa "buey" y "costa". Probable referencia a las ranuras longitudinales de las hojas de algunas especies del género. Este nombre fue usado por primera vez por Hipócrates y, de nuevo, en tiempos relativamente modernos, por Tournefort y Linneo.

## Especies
- Bupleurum affine Sadler
- Bupleurum alpigenum Jord. & Fourr.
- Bupleurum americanum Coult. & Rose
- Bupleurum angulosum L.
- Bupleurum baldense Turra
- Bupleurum croceum Fenzl
- Bupleurum dianthifolium Guss.
- Bupleurum elatum Guss.
- Bupleurum falcatum L.
- Bupleurum fruticescens Loefl. ex L.
- Bupleurum fruticosum L.
- Bupleurum gerardi All.
- Bupleurum gibraltarium Lam.
- Bupleurum lancifolium Hornem.
- Bupleurum longifolium L.
- Bupleurum odontites L.
- Bupleurum petraeum L.
- Bupleurum praealtum L.
- Bupleurum ranunculoides L.
- Bupleurum rigidum L.
- Bupleurum rotundifolium L.
- Bupleurum semicompositum L.
- Bupleurum spinosum Gouan
- Bupleurum stellatum L.
- Bupleurum subovatum Link ex Spreng.
- Bupleurum tenuissimum L.
- Bupleurum virgatum Cav.